# Alcimus mimus
Alcimus mimus är en tvåvingeart som först beskrevs av Christian Rudolph Wilhelm Wiedemann 1828.  Alcimus mimus ingår i släktet Alcimus och familjen rovflugor. Inga underarter finns listade i Catalogue of Life.